# 胡季堂
胡季堂（1729年—1800年），字升夫，号云坡，河南光山人。清朝政治人物。
父胡煦在乾隆元年卒于北京，胡季堂為其幼子；七歲丧母，由长嫂抚养长大。乾隆时以二品荫生授顺天通判，乾隆三十一年（1766年），出任甘肃庆阳知府，不久升任甘肃按察使。四十四年，升任刑部尚书，赐紫禁城骑马。嘉庆三年（1798年），授直隶总督，赐孔雀翎。次年，加太子太保，首劾和珅二十条大罪。五年十月以病免官。
次子胡道𬭸，官至湖南盐法道，迎娶孔子第七十一世嫡长孙衍圣公孔昭焕庶五女孔楙璜。

## 延伸阅读
[在维基数据编辑]
 《清史稿·卷324》，出自趙爾巽《清史稿》
 在维基共享资源阅览影像